# Interessante Tijden
Interessante Tijden is het zeventiende boek uit de Schijfwereld-reeks van Terry Pratchett. Dit boek met de tovenaar Rinzwind, de voormalige toerist Tweebloesem en Cohen de Barbaar is grotendeels een persiflage op de Chinese Revolutie. Het boek verscheen in 1994 onder de titel 'Interesting Times'. De Nederlandse vertaling (door Joke de Vries) verscheen in 1998. In 2009 verscheen een nieuwe uitgave, "grondig hertaald" door Venugopalan Ittekot.

## Samenvatting van het boek
De Patriciër van Ankh-Meurbork heeft een brief ontvangen van het Agatese Keizerrijk op het Tegenwichters-continent, waarin gevraagd wordt om de ‘Grote Toovenaar’ naar hen te zenden. De tovenaars van de Gesloten Universiteit concluderen dat het slechts om een persoon kan gaan: Rinzwind. Deze bevindt zich op een eiland waar hij verleid wordt door drie bloedmooie Amazone-krijgsters. Met behulp van de Hex, de enige computer op de Schijfwereld, weten de tovenaars hem in de Universiteit te krijgen, waar Aartskanselier Mustrum Riediekel hem de opdracht geeft om degene die de brief gezonden heeft op te zoeken. Wederom wordt Rinzwind via de Hex getransporteerd; terwijl hij midden in een veldslag op het Tegenwichters-continent belandt, verschijnt er in de Universiteit een kanon met een klein touwtje met vuur.
Rinzwind treft in het Agatese Rijk Cohen de Barbaar, die incognito op het Tegenwichters-continent is. Hij ziet geen toekomst meer in het eenmansbarbaren en heeft een leger van zes oude mannen bijeengebracht om een schat te stelen. Ze hebben bij elkaar zo'n vijfhonderd jaar geconcentreerd barbarenheldendom in zich en noemen zich de Zilveren Horde. Rinzwind komt erachter dat er in het Keizerrijk een revolutie gaande is en dat de aanleiding hiervoor een document is dat 'Wat ik tijdens mijn vakanties heb gedaan' heet en handelt over een ‘Grote Toovenaar’. Na enige tijd begrijpt hij dat het verhaal over hemzelf gaat en geschreven is door de onnozele toerist Tweebloesem.
In de hoofdstad van het Keizerrijk, Hanghang, treft Rinzwind de twee dochters van Tweebloesem (Vlinder en Lotus Bloesem), die lid zijn van het Rode Leger, dat het Keizerrijk wil omverwerpen. De stad wordt belegerd door de vijf verschillende legers, en ook de Zilveren Horde tracht de stad binnen te komen. De bejaarde Barbaren besluiten het advies van meneer Cervelaat te volgen, en door middel van 'beschaafd gedrag' de stad te betreden. De werkelijke machthebber is ondertussen niet langer de Keizer, maar Heer Hang, die zowel de Heren Fang, Tang en O’Zwienie (en hun legers) als het Rode Leger manipuleert en tegen elkaar uitspeelt.
Als Rinzwind met het Hanghangse Kader van het Rode Leger enkele gevangenen tracht te bevrijden worden ze gevangengenomen en opgesloten in de kerkers van de Verboden Stad, waar ze Tweebloesem aantreffen. Dan worden ze plotseling bevrijd, maar dit blijkt onderdeel te zijn van een plan van Heer Hang, die de Keizer heeft laten doden en de ontsnapte gevangenen hiervoor wil laten opdraaien. Het Rode Leger trapt in de val; ze vinden dat ze deze kans moeten benutten om naar de vertrekken van de Keizer te gaan. Daar vinden ze dode Keizer, en weten op het nippertje te ontsnappen. In de troonzaal heeft Cohen zich ondertussen geïnstalleerd als Keizer.
Heer Hang start vervolgens de onderhandelingen met de Zilveren Horde, en Rinzwind begrijpt dat het op oorlog zal uitdraaien. Terwijl hij de stad tracht te verlaten belandt hij in een mysterieuze ondergrondse grot met grote terracotta-soldaten. Rinzwind leidt dit échte Rode Leger naar het slagveld waar vijf legers de zeven bejaarde Barbaren trachten te bevechten. Dankzij het Rode Leger wint de Zilveren Horde de slag, waarna Cohen wordt benoemd als de pre-incarnatie van Zon Yatcent, en deze vervolgens Rinzwind aanstelt als Oppertovenaar van het Rijk.
Rinzwind vreest echter dat er iets vreselijks zal gebeuren, gaat er snel vandoor, en wordt vervolgens gevangengenomen door enkele soldaten van Heer Hang. Wederom moet de Zilveren Horde onderhandelen, maar als Tweebloesem Heer Hang ziet, daagt hij hem uit voor een duel. Heer Hang heft zijn zwaard, maar dan wordt Rinzwind weer weggeflitst en wordt Hang vervolgens getroffen door een kogel uit het teruggekeerde kanon. Ook meneer Cervelaat vindt hierbij de dood. Cervelaat wordt door een Valkyrie naar de heldenhemel gebracht en Tweebloesem wordt door keizer Cohen tot grootvizier benoemd.
Ondertussen inspecteren in Ankh-Meurbork de Tovenaars van de Gesloten Universiteit het grote beest dat in hun midden is verschenen; ze concluderen dat Rinzwind vermoedelijk getransporteerd is naar een continent dat graag onbekend wil blijven: ''XXXX".